# Nigritartessus henriettensis
Nigritartessus henriettensis är en insektsart som beskrevs av Evans 1981. Nigritartessus henriettensis ingår i släktet Nigritartessus och familjen dvärgstritar. Inga underarter finns listade i Catalogue of Life.